# 만민중앙교회 MBC 습격 사건
만민중앙교회 MBC 습격 사건은 1999년 5월 11일 밤에 만민중앙교회 신도들이 서울특별시 영등포구 여의도동 구 문화방송(MBC) 사옥의 주조정실을 점거하는 바람에 MBC 지상파 방송망의 송출이 전국적으로 일제히 중단된 사건이다.

## 배경
사건 당일 문화방송(이하 MBC)에서 방송중인 최장수 시사·교양 프로그램 《PD수첩》에선, 만민중앙교회의 이재록 당시 목사의 종말론과 내세론, 그의 종교적 비리에 관한 미화 등을 고발하는 내용을 담은 〈이단 파문! 이재록 목사 - 목자님, 우리 목자님!〉을 방영할 예정이었다. MBC 시사교양본부의 윤길룡 PD의 인터뷰에서, "프로그램의 내용을 사전에 알게 된 만민중앙교회 측이 서울지방법원 남부지원(현 서울남부지방법원)에 방영금지 가처분 신청을 냈지만, 이재록 목사와 여신도 간의 성추문 등 민감한 개인 사생활 내용을 제외한 나머지 보도 내용는 방영이 가능하다"고 결정하여 프로그램의 방송이 시작되었다.

## 사건 진행
그러나, 프로그램 방송 내용에 불만을 품은 만민중앙교회 신도들이 이에 반발하면서 방송이 시작된 5월 11일 밤 11시경에 여의도 문화방송 구사옥에 몰려들었다. 만민중앙성결교회 신도 2,000여 명이 농성하다가, 그 중 300여 명이 방송국 로비를 점거하였다. 이어 신도들은 밤 11시 15분경 2층 주조정실을 점거하고, 닥치는 대로 얼기설기하게 설치된 전원 스위치를 차단한 채, 고가의 방송 장비를 파손 후, 송출을 중단하면서, 직원들을 폭행하였다. 갑자기 방송이 끊기자 방송을 송출하고 있던 서울 남산 송신소에선, 긴급히 동물 다큐멘터리를 방송하였고, 프로그램 제작국(키국)인 서울 문화방송 본사와 동시 네트워크(전국 방송망)로 일제히 송출되는 전국 각 지역 단위별 문화방송 네트워크 계열사에서도 '서울 MBC 본사의 사정으로 방송 선로 상태가 고르지 못한 점 사과 드립니다. 시청자 여러분의 양해 바랍니다.'라고 자막 고지를 송출하는 파행 방송 사태가 전국적으로 일제히 발생하여, 시청자들의 항의 전화가 쇄도하였다.
경찰의 초동 대처법도 가장 큰 허점이 있었다. 신고 접수 당시 MBC 여의도 본사를 순찰하는 청원 경찰들이 수 많은 신도들이 몰려들고 있다는 신고를 한 뒤 30여 분이 지난 때였고, 경찰청 정보처와 경비처 간에 초동 대응이 매우 미흡하여, 문화방송의 관할인 서울영등포경찰서와 만민중앙교회의 관할 기관인 서울남부경찰서(현 서울금천경찰서)간의 정보전달마저 미흡하여 만민중앙교회 측에서 야간예배 이후 차량들의 움직임을 서울남부경찰서 측이 인지하고 있었으나 이마저도 알리지 않았다. 이로써 신속히 초동 대처할 수 있었던 시간은 이렇게 허비되었던 것이다.
사건 발생 1시간 뒤 출동한 경찰들이 주조정실을 수복하려 했으나 실패하였고 결국 사건 발생 한 시간 30여 분이 지난 5월 12일 새벽 1시 30분이 돼서야 자진 해산했다.

## 사건 경위
- 10시 30분
  - 만민중앙교회 신도 2천여명 서울 MBC 본사 집결

- 10시 50분
  - 만민중앙교회 신도 3천여명 서울 MBC 본사 침입

- 11시 5분
  - 만민중앙교회 신도 서울 MBC 본사 주조정실 난입 후, 'PD수첩' 방송 돌연 중단

- 11시 40분
  - 7백여명 경찰 병력 투입 후 본방송 정상화

- 11시 50분
  - MBC 마감뉴스로 시청자에 대한 사과 방송 및 자막 고지

## 사후 처리 및 의미
대한민국의 텔레비전 프로그램 방송이 특정 집단의 물리력으로 인해 중단된 첫 사건이었다. 전국언론노동조합 문화방송 지부는 이 사건을 "5·16 군사 정변, 12·12 군사 반란과 같은 군사 쿠데타 때에도 있을 수 없었던 사건"으로 규정하고 "언론의 자유가 특정 종교 집단에 의해 무참하게 짓밟힌 사태에 비애와 분노를 느낀다"라고 성명을 발표하였다. 관련 부처 장관도 "방송 프로그램을 강제로 중단시킨 행위는 언론자유에 대한 침해이며, 국가 중요 보안 시설을 점거하는 파렴치한 범죄 행위로, 문명 사회에선 절대로 있을 수 없는 일"이라고 성명을 발표하였다.
이 사건은 대한민국 방송 역사상 최악의 방송사고로 기록되었다. 특히, 국가 중요 보안 시설인 방송국의 주조정실이 민간인에 의해 쉽게 탈취되었다는 점은 방송사의 허술한 보안 시스템에 대한 허점을 남겼다. 이후 당시 난입 사건의 주동자인 만민중앙교회 부목사, 안전실장 등이 구속 기소되었고 법원은 부목사에게 최고 징역 3년을, 안전실장에게는 최저 징역 2년 6개월의 실형을 선고했다.
또한 MBC는 민법에 따라 만민중앙교회에 배상금을 청구하였으며, 법원은 6억 9천만 원을 배상하라고 최종 판결했다.
이 사건을 계기로, 전국 모든 방송사의 보안이 강화되는 계기가 되었다. 보안 등급이 가장 제일 높은 국가 기간 방송사 KBS는 전쟁 및 재난 등 국가적인 변고가 발생할 경우 별도로 설치된 비상송출장치가 작동되고, 방송 도중, 돌발 사태를 막기 위해서 청원경찰을 자체적으로 채용해 방호시스템을 운영한다. 평상시에는 하루 4회 이상, 비상상황 발생시 매회 외곽순찰을 돌고, 방송사측에서 경찰 병력이 요청할 경우 즉각적으로 투입하도록 규정하고 있다.
그로부터 15년 후 2014년 8월에는 문화방송이 영등포구 여의도동에서 마포구 상암동으로 이전하면서 방송사 점거 등 돌발 사고를 막기 위해 폐쇄회로 시스템을 추가로 설치하였다.
사건이 일어난 지 20년이 지난 2019년 1월에는 《PD수첩》에서 밝힌 이재록 목사의 숨겨진 비밀과 충격적인 진실 그리고 과거 법원에서 방송금지 가처분 신청이 내린 민감한 성폭력에 대한 진실을 폭로하는 내용이 방송되었다(2019년 1월 29일 1181회 만민중앙교회 이재록 목사 편).
MBC가 20년 전 만민중앙교회의 신도들이 저지른 만행에 대해서 단죄을 하는데 성공했다.
사건 발생 24주년이 되는 2023년 12월 31일 이 사건의 장본인이자 만민중앙교회 교주 이재록 목사가 대장암으로 인해 향년 80세 나이로 세상을 떠났다.

## 같이 보기
- 이재록
- 만민중앙교회